# Шлапанице
Шлапанице (на чешки: Šlapanice; на немски: Schlapanitz) е град в Южноморавски край на Чехия. Градът е разположен в източната част на окръг Бърно-район, на разстояние около 10 km югоизточно от Бърно, столицата на историческата област Моравия.
От 2003 г. Шлапанице е град с разширени пълномощия. Административният му окръг се състои от 40 населени места.

## Демография
| Година      | 1970 | 1980 | 1991 | 2001 | 2003 | 2005 |
| ----------- | ---- | ---- | ---- | ---- | ---- | ---- |
| Брой жители | 5410 | 6841 | 6172 | 6214 | 6339 | 6400 |

## История
За първи път Шлапанице е споменат през 1235 г. Намира се близо до мястото на Аустерлицката битка, известна и като Битката на тримата императори, тъй като Александър I, Франц II и Наполеон I лично участват в нея. На близкия връх Журан е изграден пирамидален паметник в памет на загиналите в битката.

## Забележителности
Сред основните забележителности на Шлапанице са църквата „Успение Богородично“, старият дом на свещеника, зданията на училището и градската управа.

## Личности
- Антонин Москалик (1930 – 2006) – чешки режисьор и сценарист
- Алоиз Калвода (1875 – 1934) – чешки художник

## Галерия
- Централната част на Шлапанице
- Замъкът Шлапанице (в днешно време – гимназия)